# Dimitry Bertaud
Dimitry Bertaud (* 6. Juni 1998 in Montpellier) ist ein kongolesisch-französischer Fußballtorwart, der aktuell beim HSC Montpellier in der Ligue 1 spielt und kongolesischer Nationaltorhüter ist.

## Karriere

### Verein
Bertaud begann seine fußballerische Ausbildung 2004 bei Avenir Castriote, für die er bis 2011 spielte. Anschließend wechselte er in die Jugendakademie des HSC Montpellier. Dort kam er in der Saison 2014/15 zu seinen ersten Einsätzen in der Zweitmannschaft und stand im Alter von 16 Jahren auch schon im Kader der Ligue 1. Die lief auch 2015/16 sehr ähnlich ab. In der Saison 2016/17 gewann er mit dem U19-Team, für das er auch noch immer spielte die Coupe Gambardella. Zudem stand er weiterhin bei den Profis im Kader und bekam Mitte Juni 2017 auch seinen ersten Profivertrag. In der Spielzeit 2017/18 kam er bereits zu seinen ersten Spielen in der Coupe de France und der Coupe de la Ligue. Am 20. Januar 2019 (21. Spieltag) kam Bertaud zu seinem Debüt in der höchsten französischen Spielklasse und blieb bei dem 0:0-Unentschieden gegen Stade Rennes direkt ohne Gegentor. Insgesamt schaffte er es in jener Saison 2018/19 zum zweiten Torwart aufzusteigen und stand neben seinem einen Einsatz nahezu in jedem Spiel im Spieltagskader. In der Spielzeit 2019/20 kam er bis zum verfrühten Saisonende auf drei Ligaspiele für die Profis. In der Folgesaison wurde er von Trainer Michel Der Zakarian schon öfter eingesetzt und kam in der Liga auf neun Einsätzen und war zudem Stammtorhüter im Pokal, wo man erst im Halbfinale im Elfmeterschießen an Paris Saint-Germain scheiterte. Die Saison 2021/22 beendete er mit elf Ligaeinsätzen, stand jedoch erneut bei allen drei Pokalspielen im Tor. In der Spielzeit 2022/23 blieb er ohne jegliche Profiminute, spielte lediglich zweimal für die Reservemannschaft in der National 3.

### Nationalmannschaft
Bertaud spielte bis zur U21-Nationalmannschaft in sämtlichen Juniorennationalteams Frankreichs. Zudem wurde er in den Kader der Olympiamannschaft 2021 berufen, spielte jedoch keine einzige Partie.
Anfang Oktober wurde Bertaud von der A-Nationalmannschaft der DR Kongo berufen und kam Mitte Oktober bei einem 0:0-Unentschieden im Freundschaftsspiel gegen Angola zu seinem Debüt. Er stand zudem im Kader des Teams für den Afrika-Cup 2024.